# Панджшер (річка)
Річка Панджшер протікає долиною Панджшер на північному сході Афганістану, 150 кілометрів (93 миля) на північ від Кабула. Його головна притока — річка Горбанд, що витікає з провінції Парван і впадає до річки Панджшер за 10 км на схід від Чарикара в районі Баграм. Річка Панджшер бере свій початок біля Анжуманського перевалу і тече на південь через Гіндукуш та впадає до річки Кабул у місті Суробі. На річці Панджшер поблизу Суробі в 1950-х роках була побудована гребля для подачі води з річки Панджшер до річки Кабул. На річці Панджшер є лише один постійний міст, який забезпечує доступ до аеропорту Баграм. 12 липня 2018 року в долині Панджшер сталася повінь, в результаті якої загинуло 10 людей.